# Sabine Englert
Sabine Englert (ur. 27 listopada 1981 w Aschaffenburgu) – niemiecka piłkarka ręczna, reprezentantka kraju. Gra na pozycji bramkarki. Obecnie zawodniczka w GuldBageren Ligaen, w drużynie FC Midtjylland Håndbold. W kadrze narodowej zadebiutowała w 2001 roku.

## Sukcesy

### klubowe
Puchar Niemiec
- ,  (2002)

Puchar Austrii
- ,  (2008, 2009)

Mistrzostwo Austrii
- (2008, 2009)

Liga Mistrzyń
- (2008)

Puchar Challenge
- ,  (2005)

Mistrzostwo Danii
- (2011)

Puchar EHF
- ,  (2011)

### reprezentacyjne
Mistrzostwa Świata
- (2007)